# НОМ
Н.О.М. (НОМ, Неформальное объединение молодёжи) — советская и российская музыкальная группа. Стиль музыки можно условно назвать «ироничный рок». Основным творческим методом при образовании коллектива была «драматизация идиотических проявлений действительности и идиотизация драматических». Кроме того, группа является многоформатной, выпускает фильмы, книги, плакаты и т. п. 

## Название
Термин «неформальные объединения молодёжи» в СССР означал несанкционированные властью, автономно и спонтанно возникавшие молодёжные группы и движения, объединённые общими идеалами и интересами, отличными от общепринятых. Название группы возникло случайно, когда Александр Ливер подавал заявку на участие в фестивале, где вместо названия группы было записано «Неформальное объединение молодёжи».

## История

### 1980-е
Официальной датой образования коллектива принято считать 28 февраля.
Состав группы на момент первых полноценных выступлений в 1987 году:
- Андрей Кагадеев (псевд. Хафизулла Улсанбаирович Сагитдулов) — бас-гитара, ксилофон, голос;
- Сергей Кагадеев (псевд. Хафизулла Единбекович Сагитдулов) — вокал, сценическое действо;
- Юрий Салтыков (псевд. Иван Николаевич Турист, сокр. Интурист) — сценическое действо, перкуссия, голос;
- Дмитрий Тихонов (псевд. Александр Аверманович Ливер) — бас-вокал, фортепиано, синтезатор, аккордеон;
- Сергей Бутузов (псевд. Владимир Виссарионович Батурин) — гитара;
- Николай Родионов (псевд. Анатолий Михайлович Червей) — барабаны, флейта.

Тем временем вторым барабанщиком в группе стал Владимир Постниченко (псевдоним — Готлиб Ульрихович Тузеаст), сокурсник Андрея Кагадеева и Сергея Бутузова по Военмеху. Некоторое время коллектив выступал с двумя ударниками — Постниченко и Родионовым, который также играл на флейте. После концерта в Архангельске на новый 1989 год Николай покинул коллектив. Тогда же были сделаны первые студийные записи группы, а вскоре появился первый видеоклип — «Карлик».  В июне 1989 года на студии ЛДМ был записан дебютный альбом «Н. О. М.»’а «Брутто», состоявший из песен, написанных Кагадеевым, Бутузовым и Тихоновым в период с 1984 по 1989 гг. Осенью того же года группу покинул один из её основателей — гитарист Сергей Бутузов.

### 1990-е
1990 год ознаменовался первыми европейскими гастролями «Неформального объединения молодёжи». В эфире ленинградского телевидения появились клипы на композиции «У карытцу машек», «Королева-гадина», «Протез», «Про козла», «Поганый вальс», «Карлик», «Насекомые». Летом того же года были сняты клипы на совершенно новые песни: «Хор затейников из кондукторского резерва», «Самба Гопкинс», «Свинух». Вскоре началась работа над новой концертной программой и альбомом «К чортям собачьим», запись которого имела место в ноябре 1990 года. Группа стала уделять много внимания внешнему антуражу, у каждого из участников появился свой образ. Так, например, Дмитрий Тихонов регулярно появлялся на сцене в белом костюме, Сергей Кагадеев — в образе сурового мулата с серьгами, Юрий Салтыков — в образе безумца. В том же году «Н. О. М.» выступили на Дне рождения «Программы „А“». Через некоторое время группа отправилась на совместные гастроли с Игорем Тальковым, где выступления «Н. О. М.»’а далеко не всегда встречали с восторгом, нередко публика оставалась в полном недоумении.
В период с 1991 по 1992 год музыканты группы активно гастролировали по странам Европы и бывшего СССР. Началась работа над новым альбомом, получившем впоследствии название «Супердиск». Параллельно снимались клипы «Нина» (начало 1992) и «Город» (конец 1992), ставшие, по мнению многих меломанов, лучшими в истории группы. Экранизированы были также песни «Душа и череп» (начало 1992), «Колыбельное» (весна 1992), «Песня неженатого парня» (середина 1993). Клип на композицию «Скотинорэп» получил специальный приз на фестивале «Экзотика» в Ижевске в конце 1992 года. Через некоторое время данный клип был утерян, но чудесным образом обнаружен спустя много лет на VHS. В 1992 году вышел первый видеоальманах «Н. О. М.»’а — фильм «Волшебный магнит», состоящий из ранних клипов группы и небольших сценок.
В 1993 году началась работа над четвёртым студийным альбомом «Н. О. М.». В записи альбома принял участие ветеран «Неформального Объединения Молодежи» Сергей Бутузов, написавший текст и исполнивший гитарную партию в композиции «Правда». Тогда же встала речь о выпуске первого CD в истории группы (предыдущие три альбома были изданы на виниле). Первоначально планировалось издание диска на фирме «Курицца рекордз» (Kurizza Records), но вскоре компания обанкротилась в результате суда с Анастасией Вертинской, которая заявила права на песни отца, исполненные БГ и опубликованные «Куриццей». Результатом нескольких месяцев работы стал диск «Сенька Мосг/хаз», в который вошли такие запоминающиеся композиции, как «7 %», «Мушища», «Сенька Мосг/хаз» и так далее. В 1994 году к группе присоединился легендарный музыкант, экс-участник «АВИА» и «Странные игры» Алексей Рахов, которому досталась роль гитариста и саксофониста. Весной — летом 1994 года начались концерты в поддержку нового альбома, которые прошли с большим успехом. Группа радикально сменила образ: все участники группы (кроме В. Постниченко) побрились наголо, надели меховые шапки и робы. Один из концертов (27 мая 1994 года) был записан и выпущен впоследствии как альбом «Live Is Game» (первоначально выпуск альбома был запланирован на 1994—1995 год, но из-за противоречий с фирмой «General Records» релиз пришлось отложить до конца 1996). В тот же период группу покинул бессменный участник — клавишник, бас-вокалист и композитор Дмитрий Тихонов (известный под псевдонимом Александр Ливер), эмигрировавший во Францию. После отъезда Ливера место клавишника «Н. О. М.» на некоторое время занял джазовый пианист Юрий Соболев (ныне Гомберг), впоследствии уволенный за пьянство.
1995 год ознаменовался масштабными европейскими гастролями «Н. О. М.» и началом работы над новым альбомом «Во имя разума». Увидел свет релиз «Ultracompact», в который вошли избранные композиции группы с 1989 по 1992. Параллельно был выпущен первый полноценный видеоальманах «Н. О. М.», ставший своего рода классикой отечественной треш-культуры — «Хозяева СССР, или Обезьянье рыло». В данный сборник вошли видеофрагменты разного качества и содержания, отснятые в период с 1989 по 1994 год.
В 1995 году группа НОМ участвовала в записи клипа Ирины Салтыковой «Серые глаза».
Первого июня 1996 года состоялся долгожданный релиз нового альбома «Н. О. М.» — «Во имя разума». Диск стал невероятно популярным в кругах меломанов, композиции были разобраны на цитаты. По мнению многих фанатов «Н. О. М.», «Во имя разума» является лучшим альбомом группы. Незадолго до выхода альбома новым гитаристом группы стал Виталий Лапин. Гитарист был взят в группу по конкурсу, поскольку в конце 1995 года Рахов принял решение уйти в возродившийся коллектив «АВИА». Соавтором большинства песен альбома «Во имя разума» выступил Рахов, Лапин достойно исполнил его партии в студии.
В декабре 1996 года произошло ещё одно знаменательное событие в жизни «Н. О. М.» — фирма «SoLyd Records» выпустила переиздание первых трёх альбомов группы на компакт-дисках и аудиокассетах. Также состоялась премьера релиза «Live is game», на котором была представлена запись концерта 27 мая 1994 года в Санкт-Петербурге.
В тот же период звучание группы стало заметно тяжелее, во многом — из-за отсутствия клавишных инструментов. Начались распри внутри коллектива: Сергей Кагадеев, являвшийся фронтменом группы на сцене, стал проявлять лидерские амбиции во внутренней жизни команды, тогда как идеологом «Н. О. М.» во все времена был его старший брат Андрей. Разным было и видение музыки — если Сергей склонялся к более тяжёлому звучанию с элементами электроники, то Андрей стремился во многом воссоздать звучание раннего «Н. О. М.»’а (времён «Брутто») и сделать акцент на красоте и утончённости аранжировок. Через полгода после юбилейного концерта «Н. О. М. — 10 лет», который прошёл под куполом цирка на Фонтанке и при участии Романа Трахтенберга в качестве конферансье, Валерия Кефта и приехавшего из Франции Александра Ливера, коллектив распался на две части.
Состав группы на момент разделения в 1997 году:
- Андрей Кагадеев (псевд. «Хафизулла Улсанбаирович Сагитдулов») — бас-гитара, вокал;
- Сергей Кагадеев (псевд. «Хафизулла Единбекович Сагитдулов» и «Кабан») — вокал;
- Юрий Салтыков (псевд. «Иван Николаевич Турист») — вокал, сценическое действо;
- Владимир Постниченко (псевд. «Готлиб Ульрихович Тузеаст» и «Старикан») — барабаны;
- Виталий Лапин — гитара.

Ввиду того, что обе «враждующие» стороны категорически не хотели отказываться от первоначального названия, образовавшиеся коллективы принято называть следующим образом: «НОМ EURO» (по названию альбома) и «НОМ ЖИР» (также по названию альбома и концертной программы). Если в состав «НОМ EURO» вошли Сергей Кагадеев, Владимир Постниченко, Денис Медведев («Два самолёта») и Николай Майоров (спонсор первых альбомов группы «Н. О. М.», экс-шофёр группы), то участниками «НОМ ЖИР» стали Андрей Кагадеев, Иван Турист, Александр Ливер и Николай Гусев («АВИА»). Виталий Лапин принимал участие в обоих проектах, работая с «НОМ ЖИР» в студии и выступая с «НОМ ЕВРО» на сцене. На некоторое время Алексей Рахов стал участником «НОМ ЖИР», вскоре вновь покинув группу ради нового проекта — «Deadушки».
Период 1999 — 2000 стал смутным временем в жизни обоих коллективов. В результате «НОМ EURO» прекратил своё существование летом 2000 (по другим данным — 2001) года. «НОМ ЖИР», тем временем, выпустил альбом ремейков старых «НОМовских» композиций — «Extracompact». Параллельно в свет вышли книги «Чудовища» (авторы — А. Кагадеев, С. Бутузов) и «Рэльсы и шпалы» (автор — А. Ливер), кинофильм «Жбан дурака» и видеоальманах «Фиолетовые гНОМы». Коллектив приступил к работе над первым художественным фильмом студии «НОМФИЛЬМ» — «Пасека». Именно с этого проекта началось творческое сотрудничество «Н. О. М.» с Николаем Копейкиным.

### 2000-е
Весной 2001 года вышел первый за три года полноценный студийный альбом «Н. О. М.» (приставка «ЖИР» отныне неактуальна) — «Очень отличный концерт». Помимо совершенно новых композиций, в диск вошёл ремейк старой классической песни — «Сенька Мосг/хаз». Сложился окончательный стабильный концертный состав «Н. О. М.»: Андрей Кагадеев — вокал, бас-гитара; Иван Турист — вокал, перкуссия, сценическое действо; Николай Гусев — клавиши, вокал, программирование. Параллельно продолжались съемки фильма «Пасека», премьера которого состоялась в 2002 году. Тогда же фильм получил «Гран-при» на фестивале «Стык».
Период 2002—2005 стал довольно насыщенным в жизни «Н. О. М.». Дискография коллектива пополнилась собранием лучших (по мнению самих музыкантов) песен за 15 лет «НОМ 1987—2002», в конце 2002 года свет увидел очередной студийный альбом «8 У. Е.», посвященный проблемам накопительства и убогой бытовой жизни. Весной 2003 года началась работа сразу над двумя достаточно масштабными проектами: фильмом «Геополипы» (посвященным нескольким выдающимся политическим вождям XX—XXI века) и альбомом «Russisches Schwein» (диск состоит из известных композиций «Н. О. М.» с переведенными на английский язык текстами). «Russisches Schwein» стал первым компакт-диском «Н. О. М.», опубликованным за границей — на французском лейбле «Manufacture» (в России альбом был выпущен фирмой «SoLyd Records»). В конце 2003 года группа вновь вернулась в студию звукозаписи, приступив к работе над очередным проектом — «Альбомом реального искусства», задумывавшимся как дань уважения 100-летию Хармса и состоявшим из литературно-музыкальных композиций. Также была реанимирована, оцифрована и отреставрирована уникальная архивная запись 1987 года с аудиопьесой «Протез» (не путать с песней из альбома «Брутто»).
Весной 2004 года состоялась премьера новой программы («Альбом реального искусства») и нового видеоальманаха «Геополипы». Группа тем временем продолжала удивлять своей плодовитостью — началась запись альбома «Более мощный». Диск был встречен слушателями очень тепло, композиции «Автомир», «О главном» и «Профессионал» в скором времени стали неотъемлемой частью «золотого фонда» «Н. О. М». Впервые за долгое время на обложке диска был упомянут Сергей Кагадеев, на старые стихи которого была написана песня «Супостат».
Началась работа над очередным фильмом — «Беларуская быль». На сей раз Сергей Кагадеев принял в проекте непосредственное участие, снявшись в роли милиционера.
Летом 2006 года состоялись первые за много лет концерты «Н. О. М.» с участием одновременно Александра Ливера и Сергея Кагадеева.
20 апреля 2007 года в клубе «Порт» был дан объединительный концерт по случаю 20-летия коллектива в составе: Андрей и Сергей Кагадеевы, А. Ливер, И. Турист, В. Лапин, Н. Гусев.
В начале 2008 года состоялась премьера фильма «Фантомас снимает маску» — первой высокобюджетной киноработы «Н. О. М.».
В конце 2008 года началась работа над очередным, на сей раз более чем масштабным кинопроектом — картиной «Звёздный ворс». В съёмках приняли участие Сергей Михалок, Роман Трахтенберг (последняя роль в кино, съёмки эпизодов с Романом проходили за 2 недели до его смерти), Сергей Шнуров, Александр Лаэртский и т. д.
В октябре 2009 года в свет вышел первый за 11 лет альбом, записанный так называемым «золотым» составом «Н. О. М.». Диск получил название «Превыше всего» и был издан на лейбле «Союз». Московская презентация альбома с успехом прошла в клубе «Х. О.» 9 октября 2009 года. Группа выступила в наиболее расширенном на сегодняшний день составе: А. Кагадеев, С. Кагадеев, А. Ливер, И. Турист, Н. Гусев, Н. Копейкин, В. Лапин, В. Зверькова.

### 2010-е
Начало нового десятилетия ознаменовалось для группы восстановлением классической концертной программы «Во имя разума». Первые концерты восстановленной программы были даны в марте 2010 года, в апреле 2010 по многочисленным просьбам группа вновь исполнила свой репертуар 1995—1996 года. Осенью 2010 года состоялось ещё два концерта с программой «Во имя разума» — в московском клубе «Гараж» и на телеканале «А1». Телевизионная версия концерта транслировалась по телеканалу «А1» в конце 2010 года и на текущий момент является одной из лучших концертных видеозаписей коллектива.
20 октября 2010 года в московском клубе «Икра» состоялся первый за 11 лет концерт группы Сергея Кагадеева «НОМ-ЕВРО». На концерте были исполнены как песни данного проекта, так и композиции «НОМ» «классического периода» (Насекомые, Поганый вальс, Нина, Правда).
В ноябре 2010 года было объявлено о восстановлении концертной программы «Брутто». Впервые за 12 лет группа выступила с барабанщиком (роль барабанщика досталась Вадиму Латышеву («Кирпичи», «Преzтиж»). Также к группе впервые с сентября 1989 года присоединился вновь один из основателей «НОМ», гитарист Сергей Бутузов. Концерты прошли с огромным успехом, многие из исполненных впервые за 20 лет песен вошли в нынешний концерт репертуар «НОМ» снова (Про козла, Одлопез, Карлик, Протез).
В апреле 2011 года группа отметила 25-летие начала совместной музыкальной деятельности, сыграв два праздничных концерта — в Москве и Санкт-Петербурге.
В июле-августе 2011 года «НОМ» приступили к съёмкам скетчей и клипов для видеоальманаха «Обезьяные рыло — 2: 20 лет спустя». Тогда же группа приступила к работе над очередным студийным альбомом.
В январе 2012 года группа отыграла в московском клубе «Релакс» концерт в «золотом» составе, после чего впервые за 6 лет наступил перерыв в выступлениях «НОМ» с участием Сергея Кагадеева. Выступление в итоге оказалось последним концертом с Сергеем.
В апреле 2012 года состоялись праздничные концерты, посвящённые 25-летию группы «НОМ». В концертах, помимо самих «НОМ», приняли участие коллективы, чьи кавер-версии вошли в трибьют-компиляцию «НОМ-25». На праздничных концертах состоялась премьера видеоальманаха «Обезьянье рыло-2».
28 июня 2012 года в рамках Московского кинофестиваля состоялась премьера кинокартины «Звездный ворс».
В ноябре 2012 года группа представила на суд публике свою новую концертную программу — «В мире животных». Декабрь 2012 года ознаменовался официальной премьерой кинофильма «Звездный ворс». Регулярный показ фильма продолжался в период с января по май 2013.
Релиз нового студийного альбома «В мире животных» состоялся 8 мая 2013.
Концерты, посвящённые презентации нового альбома, состоялись в Москве и Санкт-Петербурге 8 и 9 мая 2013 года.
В конце мая 2013 года Сергей Кагадеев объявил о своем уходе из группы «НОМ».
Летом 2014 года группу покинул Иван Турист, участвовавший в «НОМ» с 1988 года. На смену Туристу в основной состав группы вошёл поэт-песенник из Самары — Федул Жадный, достаточно известный своим карикатурным музыкально-маргинальным проектом. Помимо участия в группе НОМ Федул Жадный по-прежнему выступает со своим сольным проектом, в котором теперь зачастую стал принимать участие и Иван Турист.
9 сентября 2014 года Сергей Кагадеев умер от острой сердечной недостаточности. Музыкант похоронен на Кузьминском кладбище в Пушкине в четверг 11 сентября. На следующий день после похорон группа отыграла концерт памяти Сергея Кагадеева в московском клубе «Китайский Лётчик Джао Да». В конце выступления Андрей Кагадеев попросил собравшихся в зале поднять вверх зажигалки, и группа исполнила «Балладу о межпланетной любви» — одну из главных песен «НОМ», исполненных в своё время Сергеем Кагадеевым.
В октябре состоялся релиз совершенно нового альбома «НОМ» — «Семеро смертных». Средства на запись альбома собирались путём краудфандинга — проект оказался успешным, необходимая сумма была собрана, и в начале ноября 2014 года «НОМ» впервые представили новую концертную программу. Публика приняла новый альбом группы тепло, и релиз оказался популярен на ресурсе iTunes.
26 марта 2016 года была представлена новая программа «Оттепель» в московском клубе Театр. Незадолго до этого вышел новый альбом группы с таким же названием. В группе отметилось влияние музыки рок-н-ролла, советской эстрады и мёрсбита, не забывая также и о стёбе всего и вся. Главные вокальные партии исполнила Варвара Зверькова.

## Состав

### Текущий состав
- Андрей Кагадеев — вокал, бас-гитара (1986 — наши дни)
- Николай Гусев — синтезатор, ЭВМ, вокал (сессионно в 1994, 1997 — наши дни)
- Варвара Зверькова — вокал, бэк-вокал, аккордеон (2005 — наши дни)
- Федул Жадный — сценическое действие, вокал, бэк-вокал (ноябрь 2014 — наши дни)
- Алексей Зубков — балалайка, виолончель, гармоника, гитара (весна 2014 — наши дни)

- Ольга Зубкова — вокал, бэк-вокал, тенор-саксофон, флейта (весна 2018 — наши дни)
- Сергей Ермаков — ударные (2025 — наши дни)

### Бывшие участники
- Сергей Кагадеев — вокал, сценическое действие (1986—лето 1997, август 2006—апрель 2012; умер в 2014)
- Александр Ливер (Дмитрий Тихонов) — вокал, синтезатор, гитара, гармонь (1986 — 2024)
- Сергей Хазалов — перкуссия (1986)
- Сергей Бутузов — гитара (1986—сентябрь 1989, сессионно в студии в 1994 и в 2011 на январских концертах «Брутто»)
- Николай Родионов — ударные, флейта (1986—декабрь 1988)
- Владимир Постниченко — перкуссия (сентябрь—декабрь 1988), ударные (январь 1989—лето 1997)
- Иван Турист (Юрий Салтыков) — вокал, перкуссия, сценическое действие (весна 1988—11 июля 2014)
- Алексей Рахов — гитара, саксофон (сессионно в 1989-1991, 1993— конец 1995, сессионно в 1997—1998 и 2002)
- Виталий Лапин — гитара (весна 1996—весна 2016)
- Вадим Латышев — ударные (октябрь 2010—весна 2019)
- Николай Копейкин — сценическое действие, бэк-вокал (2000—2019, 2021)
- Галина Савченко — вокал, бэк-вокал (2019)
- Валентина Векшина — ударные (сессионно 2015, весна 2019 — 2024)

## Дискография

### Студийные альбомы
- Брутто (1989)[7]
- К чортям собачьим (1990)
- Супердиск (1992)
- Сенька Мосг/хаз (1994)
- Во имя разума (1996)
- Жир (1997)
- Очень отличный концерт (2001)
- 8 УЕ (2002)
- Альбом реального искусства (2004)
- Более мощный (2005)
- Превыше всего (2009)
- В мире животных (2013)
- Семеро смертных (2014)
- Оттепель (2016)
- Я тебя услышал (2018)
- Весёлая карусель (2020)
- МАЛГИЛ (2021)[8]
- Воздух общий (2022)
- Сволочь (2025)

### Концертные альбомы
- Live is Game (1994)
- LiveЖир (1998)
- Концерт в золотом составе (2009)
- Семеро смертных. Live In Adva (2015)
- 35 лет свободы. Юбилейный концерт (2022)

### Альбомы ремейков
- Extracompact (2000)
- Russisches Schwein (2003)

### Саундтреки
- Жбан дурака (2001)
- Пасека (2002)
- Фантомас снимает маску (2008)

### Сборники
- Ultracompact (1995)
- НОМ-15 (2002)
- Легенды русского рока (2005)
- Love Songs (2013)
- 50 копеек (2016)
- Путешествие в страну Рок-музыка (2017)

### Евро-НОМ
- Euro (1997)

## Фильмография
- Волшебный магнит (1992)
- Хозяева СССР, или Обязьянье рыло (1994)
- Сделано в Европе (1996)
- Фиолетовые гНОМы (2000)
- Жбан дурака (2001)
- Пасека (2002)
- Геополипы (2004)
- Беларуская быль (2006)
- Фантомас снимает маску[9][10] (2007)
- Relics 1 (2007)
- Relics 2 (2007)
- Коричневый век русской литературы (2008)
- Звёздный ворс (2011)
- Хозяева СССР или Обезьянье рыло. Двадцать лет спустя (2012)
- Птицеферма (2023)[11]

### Интервью
- «„Н.О.М.“: Кто не любит группу „НОМ“ должен быть большим...», интервью для сайта «Звуки.Ру»
- Андрей Кагадеев: «Я есть инопланетный жрец!» (Rolling Stone)
- Интервью с группой «НОМ» в программе «25-й час»